# Dürmentingen
Dürmentingen település Németországban, azon belül Baden-Württembergben. Lakosainak száma 2684 fő (2023. december 31.).

## Népesség
A település népessége az elmúlt években az alábbi módon változott:
| Lakosok száma | 2282 | 2602 | 2576 | 2575 | 2685 | 2684 |
|               | 1975 | 2017 | 2019 | 2021 | 2022 | 2023 |